# Hirsingue
Hirsingue is een gemeente in het Franse departement Haut-Rhin in de regio Grand Est. De plaats maakt deel uit van het arrondissement Altkirch. Hirsingue telde op 1 januari 2022 2.131 inwoners.

## Geschiedenis
Hirsingue was de hoofdplaats van het gelijknamige kanton tot dit op 22 maart 2015 werd opgeheven en de gemeente werd opgenomen in het kanton Altkirch.

## Geografie
De oppervlakte van Hirsingue bedroeg op 1 januari 2022 12,88 vierkante kilometer; de bevolkingsdichtheid was toen 165,5 inwoners per km².

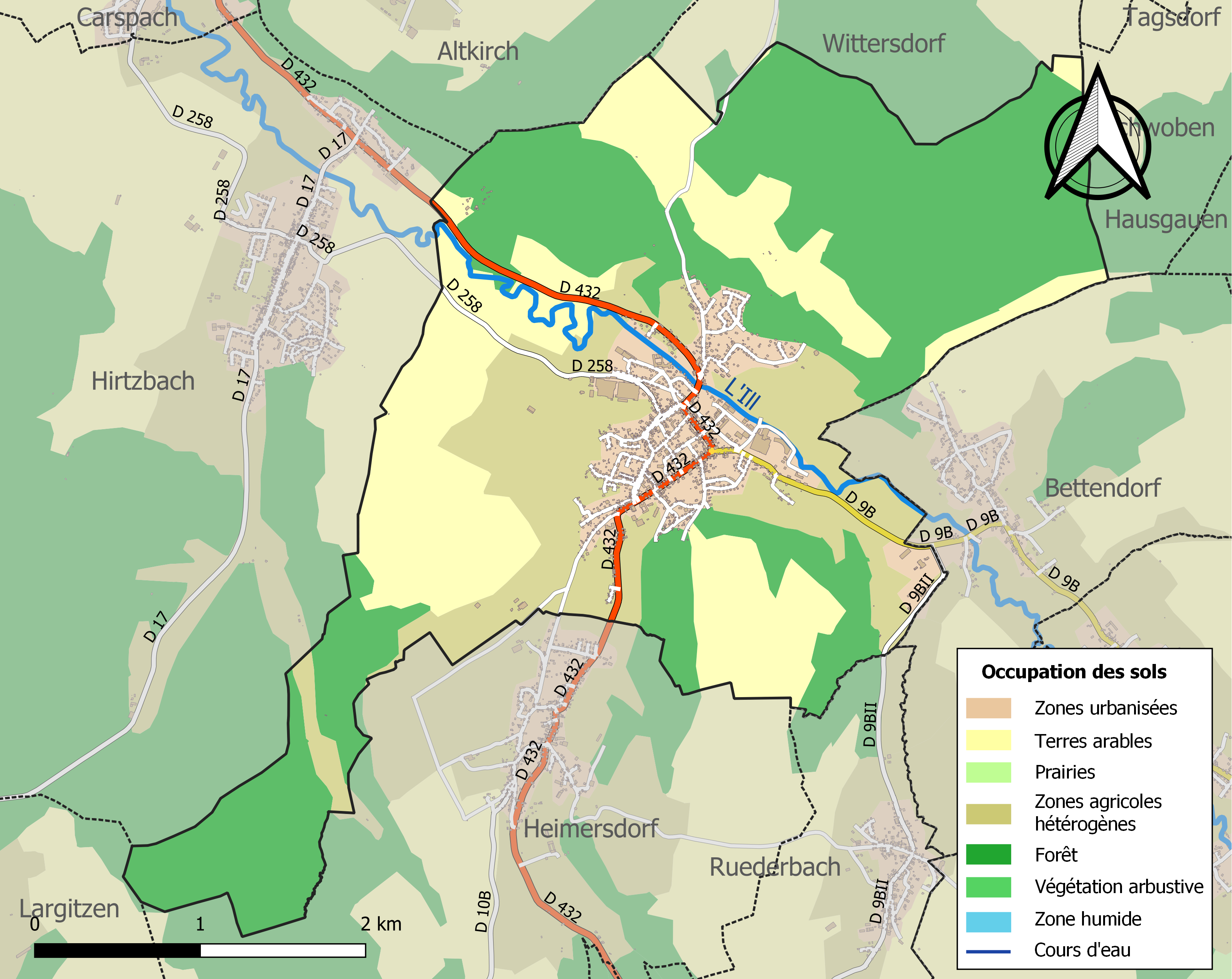
Kaart van de gemeente met de belangrijkste infrastructuur, bodemgebruik en omliggende gemeenten

## Demografie
Onderstaande figuur toont het verloop van het inwonertal (bron: INSEE-tellingen).